# いくみ (コスプレイヤー)
いくみ（6月11日 - ）は、日本のコスプレイヤー、同人グラビアアイドル。

## 略歴
静岡県出身。小学校時代からコミケに通い、学生時代にコスプレを開始する。専門学校を卒業し、一般企業（後述の不動産会社とは別）に就職後2年間ほどは仕事だけに打ち込んでいたが、社会人生活にあまりにも楽しみがなかったことから再びコスプレへの意欲が湧き、本格的なコスプレ活動に入る。イベントにて写真を撮ってもらう過程で、キャラクターのイメージにとらわれずチラリズムを追求したいとの野心が芽生え、同人写真集を制作するようになる。
2020年10月6日、『FLASH』同年10月20日号（光文社）にて初登場を果たすと共にセミヌードを初披露。2021年には『週刊ヤングジャンプ』（集英社）にて漫画雑誌へのグラビア初掲載を果たし、2023年には『月刊少年チャンピオン』（秋田書店）8月号の巻中グラビアに掲載される。
2022年3月、TwitterやInstagramでのフォロワー35万人超えのコスプレイヤーとして注目を集める。商業よりも同人としてのグラビアに重点を置くグラビアアイドルとしても知られており、ニュースサイト「ENTAME next」（徳間書店）では「写真映えする完璧なボディだけでなく、ユーモラスなアイデアショットでも人気を集めている」と解説されている。
2024年8月、芸能事務所NEW PIECEと業務提携。これ以降、商業誌のグラビアなどへのメディア露出も増加する。同年12月、『SPA!』（扶桑社）にて白衣姿のグラビアを披露。12月26日発売の『サイゾー』2025年2月号にて商業誌の表紙を初めて担当。

## 人物
- 「不動産会社OL（営業[19][20]）兼コスプレイヤー」[21]や「同人グラビアの女神」[5]、「同人グラビア界の田中みな実」[21]とも称される。活動が多忙になるにつれて事務員としての仕事にも影響が出てきたため、社長公認で融通を利かせてもらい、2021年時点では週3日の勤務体制[9]。
- 趣味は写真のレタッチ[16]。初の商業写真集である『In My Room』では、全ページのレタッチ作業を自身で行った[22]。
- 2025年時点で生年や年齢は公表していないが、同年7月24日に自身のX（旧：Twitter）に投稿したマイクロビキニ姿やコメントが翌25日にニュースサイト「デイリーニュースオンライン」にて報じられた際の記事には、当初「同人グラビアアイドルとして活躍中のいくみ(25)」と記されていた[23]（後日、「(25)」は抹消されている）。

## 作品

### 写真集
- In My Room（2021年7月14日、玄光社、撮影：猿山秀人）[24]

### デジタル写真集
- 秘密の内覧会（2020年12月25日、光文社、撮影：猿山秀人）[25][26]
- In My Room（2021年7月14日、玄光社、撮影：猿山秀人）[27] ※上記の同名写真集の電子書籍版。
- In My Room -Day1-（2021年8月14日、玄光社、撮影：猿山秀人）[28] ※上記の同名デジタル写真集のお試し&アザーカット収録版。
- Exciting Girls いくみデジタル写真集 Vol.1（2024年12月25日、文友舎、撮影：清田大介）[4]
- Exciting Girls いくみデジタル写真集 Vol.2（2024年12月25日、文友舎、撮影：清田大介）[29]

上記のほか、SNSのアカウントを不動産会社の上司に知られて「呑田いくみ」に改名していた時期には、初のイメージDVDが2020年9月20日にラインコミュニケーションズより発売される予定だったが、その後も発売されていない。